# Йоханнес, Амануэль
Амануэль Йоханнес Гамо (амх. አማኑኤል ዮሃንስ ጋሞ; род. 3 августа 1997, Аддис-Абеба) — эфиопский футболист, вратарь клуба «Эфиопиан Кофе» и сборной Эфиопии. Участник Кубка африканских наций 2021 года.

## Клубная карьера
Начал футбольную карьеру в сезоне 2015/16 в составе клуба «Эфиопиан Кофе» из чемпионата Эфиопии. Участник Кубка Конфедерации КАФ 2021 года.

## Карьера в сборной
В составе национальной сборной Эфиопии дебютировал 2 сентября 2018 года в товарищеском матче против Бурунди (1:1). В 2021 году Вубету Абате вызвал Йоханнеса на Кубок африканских наций в Камеруне. Всего за сборную провёл 32 официальных матча.